# Дженезис I (модул)
Вижте пояснителната страница за други значения на Дженезис I.
Дженезис I (на английски: Genesis I) е експериментален космически модул разработен и построен от американската частна компания Bigelow Aerospace. Изстрелян е през 2006 година. Това е първият модул изстрелян от компанията в орбита и с него се тестват много системи, материали и технологии, с които се изпробва надеждността на надуваемите космически съоръжения при продължително пребиваване в космоса. Такива съоръжения и други подобни са базирани на проекта Трансхаб на НАСА, с който се осигурява по-голям обитаем обем с намалена маса и диаметър при изстрелването, в сравнение с общоприетите съоръжения., 2, 3, 4, 5, 6

## История
Модулът е изстрелян на 12 юли 2006 г. в 14:53:30 UTC с ракета-носител Днепър от база Домбаровски в Русия. Контролът върху модула е предаден на Bigelow Aerospace в 15:08 UTC след успешно навлизане в орбита.
Конструиран е с мащаб 1/3 от този на модул BA 330. Размерите му са: дължина 4,4 m, 2,54 m в диаметър, 11,5 кубични метра обитаем обем. Изстрелян е с диаметър само 1,6 m, но след навлизане в орбита се раздува до пълните си размери. Процесът на разширяване е с времетраене около 10 минути.
Дженезис I претърпява радиационно облъчване през декември 2006 г., в резултат на слънчева буря. Екипът, отговарящ за мисията, успява да рестартира системите му навреме, макар ситуацията да се описва като: „корабът беше на крачка от гибел“. Въпреки този инцидент, няма други пречки пред модула и той е в „чудесна форма“ към март 2007 г.

## Товар
Освен системите и оборудването за наблюдение, Дженезис I носи разнообразен товар. Служители на компанията, конструирала модула, са го натоварили със снимки, играчки, карти и други предмети, които могат да бъдат видяни от снимките, изпратени от самия Дженезис. Освен това, на борда му има са осигурени биологични експерименти — живи мадагаскарски хлебарки (Gromphadorhina portentosa), както и семена, съдържащи живи ларви от пеперудата Cydia deshaisiana.
Bigelow позволява на НАСА да постави и GeneSat — серия от наносателити, които да бъдат тествани за събиране на информация за бъдещите мисии на GeneBox. Въпреки че тези наносателити не носят живи организми, вбъдеще се предвижда те да носят сензори за отчитане на влиянието на безтегловността върху гените, генната активност на клетките и живота на микрооранизмите.